# Apotropina longipennis
Apotropina longipennis är en tvåvingeart som först beskrevs av Becker 1912.  Apotropina longipennis ingår i släktet Apotropina och familjen fritflugor. Inga underarter finns listade i Catalogue of Life.